# Pompeu Pascual i Busquets
Pompeu Pascual i Busquets (Girona, 17 de novembre de 1930) és un metge i polític català.

## Biografia
Membre d'una nissaga de metges, va viure a Santiago de Xile entre 1940 i 1948 i es llicencià en medicina a la Universitat de Barcelona el 1953. El 1957 fou nomenat cap del Servei de Puericultura de la Jefatura Provincial de Sanitat de Girona, i amb el seu pare, Pompeio Pascual i Carbó (1897-1977), va organitzar el Dispensari de Puericultura de Girona per a nens petits.
El 1978 va organitzar el Primer Congrés de Pediatres de Llengua Catalana, fou vicepresident del Segon Congrés, organitzat a Palma el 1981, i president del Tercer Congrés a Andorra el 1984. Coordinà la filial gironina de la Societat Catalana de Pediatria, de la que en serà vicepresident el 1980-1984, i és membre de la Reial Acadèmia de Medicina de Catalunya. El 1981-1985 fou Cap del Servei de Promoció de la Salut a Girona, diputat per la província de Girona a les eleccions al Parlament de Catalunya de 1984 i regidor de l'Ajuntament de Girona el 1987-1989.
També fou Delegat Territorial del Departament de Sanitat i Seguretat Social a Girona de 1985 a 1996, president del Sistema d'Emergències Mediques de Catalunya de 1997 a 2001. El 1998 va rebre la Medalla al Treball President Macià.